# 宮崎県立宮崎北高等学校
宮崎県立宮崎北高等学校（みやざきけんりつ みやざききたこうとうがっこう、英語：Miyazaki Kita High School）は、宮崎県宮崎市大字新名爪（にいなづめ）に所在する宮崎県立の高等学校。通称は「北高」「宮崎北」「宮北」

## 概要
同校は、宮崎市内の普通科４校(宮崎大宮、宮崎西、宮崎南、宮崎北)のうちの１校として1984年に開校した。国公立大学への進学を主な目標としているが、私立大学への進学数も多い。宮崎市内の普通科高校としては4番目で最も新しく、昭和最後の普通科県立高校である。
近年は生徒会が中心となって校則を変える動きがみられる。例えば、髪型に関する男女差や学校指定のスクールバッグを廃止したり、自転車通学生のヘルメット着用を原則義務化したりなどしている。校内でのスマホの使用は許可されていないが、GIGAスクール構想により生徒はタブレットを活用した授業を受けることができる。

### 歴史
1980年に中学卒業者数の増加に伴い、高等学校の新設が提案された。造成工事や用地の選定に時間がかかり、県立高校新設の計画から4年、県議会で明言された開校予定時期の1年後である1984年に開校した。2003年よりスーパーサイエンスハイスクール(SSH)に指定されている。初めは普通科のみで1学年当たり10学級規模の高校として創立したが、2004年にサイエンス科(1学年各1クラス)が設置され、現在は普通科とサイエンス科の2学科を有している。
2005年第87回全国高校野球選手権大会宮崎県予選においては甲子園大会出場はかなわなかったが決勝戦進出を果たした。
2023年に創立40年を迎えた。

### 設置課程・学科
全日制課程 2学科 
宮崎県立高校としては珍しい、45分授業を採用している。
- 普通科 - 1年次7学級。2年次は文系4学級、理系3学級を編成。3年次は国公立文系3学級、私立文系1学級、理系3学級を編成。ただし、国公立文系クラス、理系クラスにそれぞれ「αクラス」と呼ばれる国立大学進学志向の選抜クラスが1学級編成される。クラス編成は希望数により異なる。

- サイエンス科 - 全学年、2クラス。 理数教科や探究活動に関する特色ある授業を幅広く行い、高い学力の養成を行うとともに、将来の地域や社会を支える科学技術人材の育成を目指している。

### 校訓
「尚志」「連帯」「創造」「北極星(ほし)に至らん」

### 校歌
作詞は宮崎北高校初代校長である長尾典昭、作曲は三登史峰。歌詞は4番まであり、校歌の最後には「Hitch your wagon to a star!」という英語の歌詞がある珍しい校歌である。 

### 星琳祭
文化の部(文化祭)、体育の部(体育祭)に分かれて開催される行事。連続して開催される年もあれば、分かれて開催される年もある。星琳祭文化の部は、1日目に校内で、2日目はメディキット県民文化センター(アイザックスターンホール)、もしくは宮崎市民文化ホールで開催される。体育の部は、校内で1日のみ。

### 併設
宮崎県高等学校文化連盟 事務局

## 沿革
- 1980年 定例県議会で高校の新設が既定路線になる
- 1982年   当時の宮崎県知事・松形祐堯により高校新設の所信表明がなされる
- 1983年   高校の施設が完成
- 1984年 宮崎県立宮崎北高等学校設立  第1回入学式（普通科8クラス）
- 1985年   第2回入学式（普通科10クラス）
- 1986年   宮崎県高等学校文化連盟会長校・事務局となる
- 1999年   第16回入学式（普通科9クラス）
- 2002年   第19回入学式（普通科8クラス）
- 2003年 スーパーサイエンスハイスクールに指定（2003年5月～2006年3月）
- 2004年 サイエンス科設置（普通科7クラス、サイエンス科1クラス）・普通教室に空調機設置（→冷房のみに使用）
- 2006年   スーパーサイエンスハイスクールに再指定（2006年4月～2011年3月）
- 2012年   スーパーサイエンスハイスクールに再々指定
- 2013年   創立30周年記念式典
- 2014年   東階段を「桜階段」、南階段を「北極星（ほし）への道」と命名
- 2018年 タイ王国のカセサート大学附属高校と姉妹校協定を締結
- 2023年　創立40周年記念式典
- 2024年　スーパーサイエンスハイスクールに再々々指定

## 学校行事
3学期制
1学期
- 4月 - 始業式、新任式、入学式、星琳ウォーキング、四校定期戦、PTA総会
- 5月 - 中間考査
- 6月 - 宮崎県高校総合体育大会、星琳祭(文化の部)、期末考査
- 7月 - クラスマッチ（全学年）、終業式、夏季錬成講座、オープンスクール
- 8月 - 夏季錬成講座

2学期
- 8月 - 始業式
- 9月 - 星琳祭(体育の部)（※連日で文化の部も行われる場合がある）
- 10月 - 中間考査、実力考査
- 11月 - 期末考査、持久走・駅伝大会
- 12月 - 修学旅行(2年)、終業式

3学期
- 1月 - 始業式、共通テスト、実力考査、百人一首大会
- 2月 - 県立高校推薦入試、学年末考査
- 3月 - 県立高校一般入試、卒業式、クラスマッチ（1、２年のみ）、春季錬成講座、離任式

## 部活動・同好会
運動部
- サッカー部
- 陸上部
- 水泳部
- バスケットボール部(男女)
- バレーボール部(男女)
- ハンドボール部(男女)
- ソフトテニス部(男女)
- 硬式テニス部（男女）
- バドミントン部(男女)
- ソフトボール部(女)
- 剣道部
- 弓道部
- 野球部
- 体操
- 新体操

文化部
- 放送部
- 音楽部(合唱・箏曲）
- 茶道部
- 写真部
- 吹奏楽部
- 美術部
- 書道部
- 科学部
- カルタ部
- 囲碁・将棋部

同好会
- 応援団
- 演劇
- 国際ボランティア
- ダンス
- 華道

## 著名な出身者
- 宮崎宣子（日本テレビアナウンサー）
- 太田祐輔（九州朝日放送アナウンサー）
- 桜木裕司（総合格闘家）
- 竹下良平（アニメ監督）
- 竹平晃子（テレビ西日本リポーター)
- 日高七海（女優）
- 中山潮音（女子ラグビーユニオン選手）
- いぬ（お笑いコンビ）
- 渡辺創（衆議院議員）　※中退
- 加藤亮作(エフエム宮崎ラジオパーソナリティー)

## 交通
最寄りの鉄道駅
- JR九州日豊本線「蓮ケ池駅」

最寄りのバス停
- 宮崎交通「北高前」バス停(通学バスは校内で乗り降り可)

最寄りの幹線道路
- 国道10号宮崎北バイパス
- 宮崎県道9号宮崎西環状線
- 宮崎県道44号

## 周辺
- 宮崎みたま園
- 蓮ケ池史跡公園